# طوله تپه
طوله تپه مربوط به مس و سنگ است و در شهرستان کمیجان، بخش میلاجرد، جنوب غربی شهر میلاجرد واقع شده و این اثر در تاریخ ۲۶ اسفند ۱۳۸۶ با شمارهٔ ثبت ۲۲۰۷۰ به‌عنوان یکی از آثار ملی ایران به ثبت رسیده است.